# Emilio Casanovas
Emilio Casanovas, född 22 april 1905, var en argentinsk friidrottare. Han deltog vid olympiska sommarspelen 1924.